# تقویت‌کننده تفاضلی

یک تقویت‌کنندۀ تفاضلی

تقویت‌کنندۀ تفاضلی، نوعی تقویت‌کنندۀ الکترونیکی است که تفاوت دو سیگنال ورودی را تقویت می‌کند و قسمت مشابه آن دو را تضعیف می‌کند. بخش اصلی این تقویت‌کننده‌ها از دو ترانزیستور جفت‌شدۀ امیتر مشترک (یا سورس مشترک) تشکیل می‌شود. سیگنال‌های ورودی {\displaystyle V_{in}^{+}} و {\displaystyle V_{in}^{-}} به پایه‌های ورودی مدار داده می‌شوند و سیگنال {\displaystyle V_{out}} از خروجی دریافت می‌شود. یک تقویت‌کنندۀ تفاضلی به صورت شماتیک در مدارها به شکل یک تقویت‌کنندۀ عملیاتی نمایش داده می‌شود.

## ساختار

یک طبقه تقویت‌کنندۀ تفاضلی ساده با استفاده از ترانزیستورهای بی.جی.تی.

یک تقویت‌کنندۀ تفاضلی از دو ترانزیستور امیتر مشترک (یا سورس مشترک) که پایه‌های امیتر (یا سورس) آن‌ها به یکدیگر متصل شده است، ساخته می‌شود. و خروجی از یکی از کلکتورها یا از تفاضل دو کلکتور دریافت می‌شود. به منظور تحلیل این مدار، ورودی‌ها را به دو صورت حالت تفاضلی و حالت مشترک تفکیک می‌کنیم و به صورت زیر تعریف می‌کنیم:
{\displaystyle V_{d}=V_{in}^{+}-V_{in}^{-}}
{\displaystyle V_{c}={\frac {1}{2}}\ (V_{in}^{+}+V_{in}^{-})}
با این تعریف، بهرۀ این دو حالت رو به طور مجزا به دست می‌آوریم. به این ترتیب دو بهرۀ حالت تفاضلی ({\displaystyle A_{vd}}) و بهرۀ حالت مشترک ({\displaystyle A_{vc}}) به دست می‌آیند. نسبت این دو بهره با عنوان نسبت رد حالت مشترک (CMRR) شناخته می‌شود و بیشتر بودن آن معیاری از بهتر بودن تقویت‌کننده به شمار می‌رود.